# خور (أصفهان)
خور (بالفارسية: خور) هي مدينة تقع في إيران في أصفهان. يقدر عدد سكانها بـ 6,126 نسمة .